# 拉罗什马比勒
拉罗什马比勒（法語：La Roche-Mabile，法語發音：[la ʁɔʃ mabil] ⓘ）是法国奥恩省的一个市镇，属于阿朗松区。

## 地理
拉罗什马比勒（48°29'23"N, 0°3'4"W）面积5.21 平方千米，位于法国诺曼底大区奧恩省，该省份为法国西北部内陆省份，北起顺时针与卡爾瓦多斯省、厄尔省、厄尔-卢瓦省、萨尔特省、马耶讷省和芒什省接壤。
与拉罗什马比勒接壤的市镇（或旧市镇、城区）包括：冈德兰、萨尔通河畔圣但尼、圣埃利耶莱布瓦、洛雷代库沃。

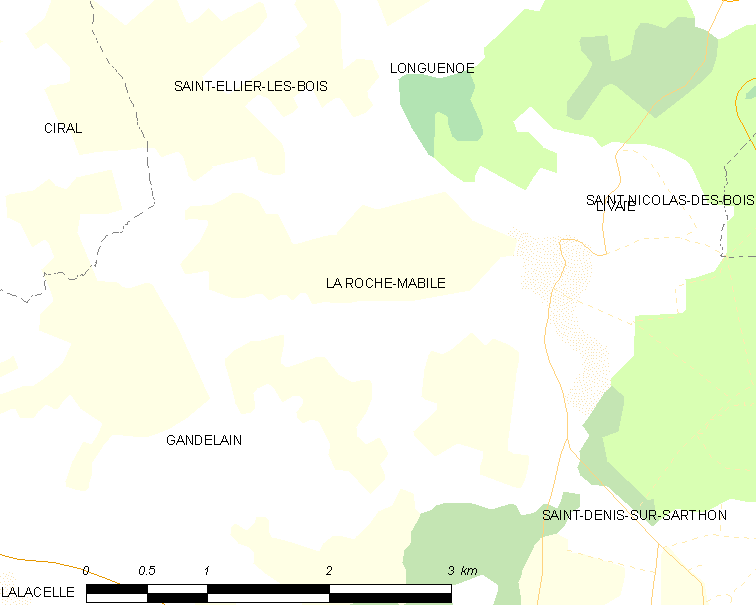
拉罗什马比勒的OSM定位图

拉罗什马比勒的时区为UTC+01:00、UTC+02:00（夏令时）。

## 行政
拉罗什马比勒的邮政编码为61420，INSEE市镇编码为61350。

## 政治
拉罗什马比勒所属的省级选区为达米尼县。

## 人口

1962-2008年间拉罗什马比勒人口变化图示

拉罗什马比勒于2022年1月1日时的人口数量为162人。